# Madame Lacroix
Pour les articles homonymes, voir Lacroix.
Anna Léontine Nathan dite Madame Lacroix, née le 31 mai 1869 à Strasbourg et morte le 15 septembre 1962 dans le 12e arrondissement de Paris, est une cantatrice et actrice française.

## Biographie
Fille d'un négociant strasbourgeois qui choisira la France en 1872 après l'annexion de l'Alsace-Moselle par l'Allemagne, Anna Nathan, après avoir obtenu au Conservatoire de musique de Paris une second médaille de solfège en 1891 puis une première médaille l'année suivante, entame une carrière lyrique sous le nom de son mari Paul de Lacroix (1862-1926), journaliste au Monde illustré, qu'elle a épousé à Paris en janvier 1896 et dont elle aura deux filles Gisèle et Huguette qui deviendra également actrice. Professeur de musique, Anna de Lacroix tiendra également la rubrique de critique musicale dans le journal de son mari.
Elle apparaît pour la première fois sous le nom de Madame Lacroix à partir de 1918 dans un premier rôle dans le film de Louis Feuillade Vendémiaire. Elle joue des femmes mures puis des grands-mères dans le cinéma muet jusqu'en 1928 année de sa dernière apparition à l'écran dans Verdun, visions d'histoire de Louis Poirier. 
Sa trace se perd après cette date,. Morte 34 ans plus tard à l'Hôpital Rothschild à l'âge de 93 ans, Anna Nathan était veuve de Paul de Lacroix depuis mars 1926.

## Distinctions
- Officier d'Académie (arrêté ministériel du 5 janvier 1896)[9].
- Officier de l'Instruction publique (arrêté ministériel du 1er mars 1902)[10].
- Médaille d'or de la Société d'encouragement au bien (décret du 14 juillet 1908)[11].
- Médaille d'honneur de la mutualité (décret du 1er janvier 1914)[12].

## Filmographie
- 1918 : Vendémiaire de Louis Feuillade : Madame de Castelviel
- 1918 : Tih Minh de Louis Feuillade : Madame d'Athys
- 1921 : Mathias Sandorf de Henri Fescourt : Madame Bathory
- 1922 : Le Quinzième Prélude de Chopin de Viktor Tourjansky : Madame Monet mère
- 1922 : La Riposte de Viktor Tourjansky : la duègne
- 1923 : Le Brasier ardent d'Ivan Mozzhukhin : la grand-mère
- 1923 : Le Scandale d'Arthur Rooke (sous le nom d'Anna de La Croix) : Madame Ferrioul
- 1923 : L'Insigne mystérieux de Henri Desfontaines
- 1923 : L'Affaire du courrier de Lyon de Léon Poirier : la mère Evrard
- 1924 : Une vieille marquise très riche d'Émilien Champetier (sous le nom d'Anna de La Croix) : la tante
- 1924 : La Belle nivernaise de Jean Epstein : Madame Louveau
- 1925 : Le Double amour de Jean Epstein : la gouvernante
- 1925 : La Brière de Léon Poirier
- 1926 : Face aux loups de Jean Durand : Madame Blondel
- 1928 : La Passion de Jeanne d'Arc de Carl Theodor Dreyer : la femme regardant le bûcher
- 1928 : Verdun, visions d'histoire de Léon Poirier